# Henri Rabinger
Henri Rabinger, né le 25 février 1895 à Luxembourg, dans le quartier de Pfaffenthal – mort le 7 septembre 1966 à Luxembourg, dans le quartier de Limpertsberg, est un peintre et illustrateur luxembourgeois.
L'une de ses affiches est conservée à l'IHOES .